# Wadim Jurjewitsch Wolkowizki
Wadim Jurjewitsch Wolkowizki (russisch Вадим Юрьевич Волковицкий; * 15. April 1956 in Murmansk) ist ein russischer Generalleutnant.
Im Jahr 1976 absolvierte er die Gorki-Luftverteidigungsschule für Flugabwehrraketen und diente dann als leitender Techniker – Führungsoffizier, operativer Dienstoffizier, Stabschef – stellvertretender Leiter des Zentrums für Funktechnik (Moskauer Luftverteidigungsbezirk der UdSSR). 1987 absolvierte er die Militärkommandoakademie für Luftverteidigung. Von 1988 bis 1991 war er stellvertretender Kommandeur einer Flugabwehrraketenbrigade und von 1991 bis 1995 Kommandeur einer Flugabwehrraketenbrigade. Von 1995 bis 1998 stellvertretender Kommandeur der 6. Luftverteidigungsdivision. 1998 absolvierte er die Militärakademie des Generalstabs und wurde im selben Jahr stellvertretender Kommandeur des 5. Korps der Luftwaffe und Luftverteidigung. Im Jahr 2000 wurde er zum Kommandeur des 51. Luftverteidigungskorps in der Stadt Rostow am Don ernannt. Am 11. Dezember 2001 wurde Wolkowizki der militärische Rang eines Generalleutnants verliehen. Von 2002 bis 2006 war er Stabschef und Erster stellvertretender Befehlshaber der 5. Armee der Luftwaffe und Luftverteidigung. Im Jahr 2006 wurde Wolkowizki zum Kommandeur der Einheit ernannt. Im Jahr 2007 wurde Wolkowizki zum stellvertretenden Oberbefehlshaber der Luftverteidigung. Von 2008 bis 2011 war Wolkowizki Stabschef der russischen Luftstreitkräfte.